# Ebbe Brandstrup
Hans Ebbe Brandstrup (født 23. oktober 1898 i København, død 7. juli 1996) var en dansk læge, dr.med. og professor i obstetrik.
Ebbe Brandstrup var søn af billedhugger Ludvig Brandstrup og Bertha Nancy Hirschsprung. Han blev student fra Frederiksberg Gymnasium i 1916 og tog medicinsk embedseksamen i 1925 fra Københavns Universitet. Han blev dr.med. i 1930 på afhandlingen Om nogle Stoffers Overgang fra Moder til Foster og virkede fra samme år som anden reservelæge på Rigshospitalets fødeafdeling. Senere blev han anden reservekirurg ved Københavns Amtssygehus i Gentofte og fik i 1934 anerkendelse som specialist i gynækologi og obstetrik. Efter ansættelser i Sønderborg blev han underaccouchør ved Rigshospitalets fødeafdeling A i 1935, assisterende og indlæggende læge ved Sankt Lukas Stiftelsen i 1938 for i 1941 at blive professor ved Jordemoderskolen. Her var han til 1968, dog flygtede han til Sverige i årene 1943-1944, hvor han var professor ved Karolinska Sjukhuset i Stockholm og til England i 1944-1945, hvor han var lektor ved University of Bristrol og leder af Southmead Hospitals gynækologisk-obstetriske afdeling.
Ved siden af sit forskningsmæssige og medicinske virke engagerede han sig også i andre sammenhænge. Han var eksempelvis medlem af Retslægerådet 1945-1969 og medlem af bestyrelsen for Mødrehjælpen.
Foruden at være ridder af Dannebrog blev han tildelt den britiske Medal for Service in the Cause of Freedom (en).[kilde mangler]
Han er begravet på Vestre Kirkegård i København.